# Toei Metro

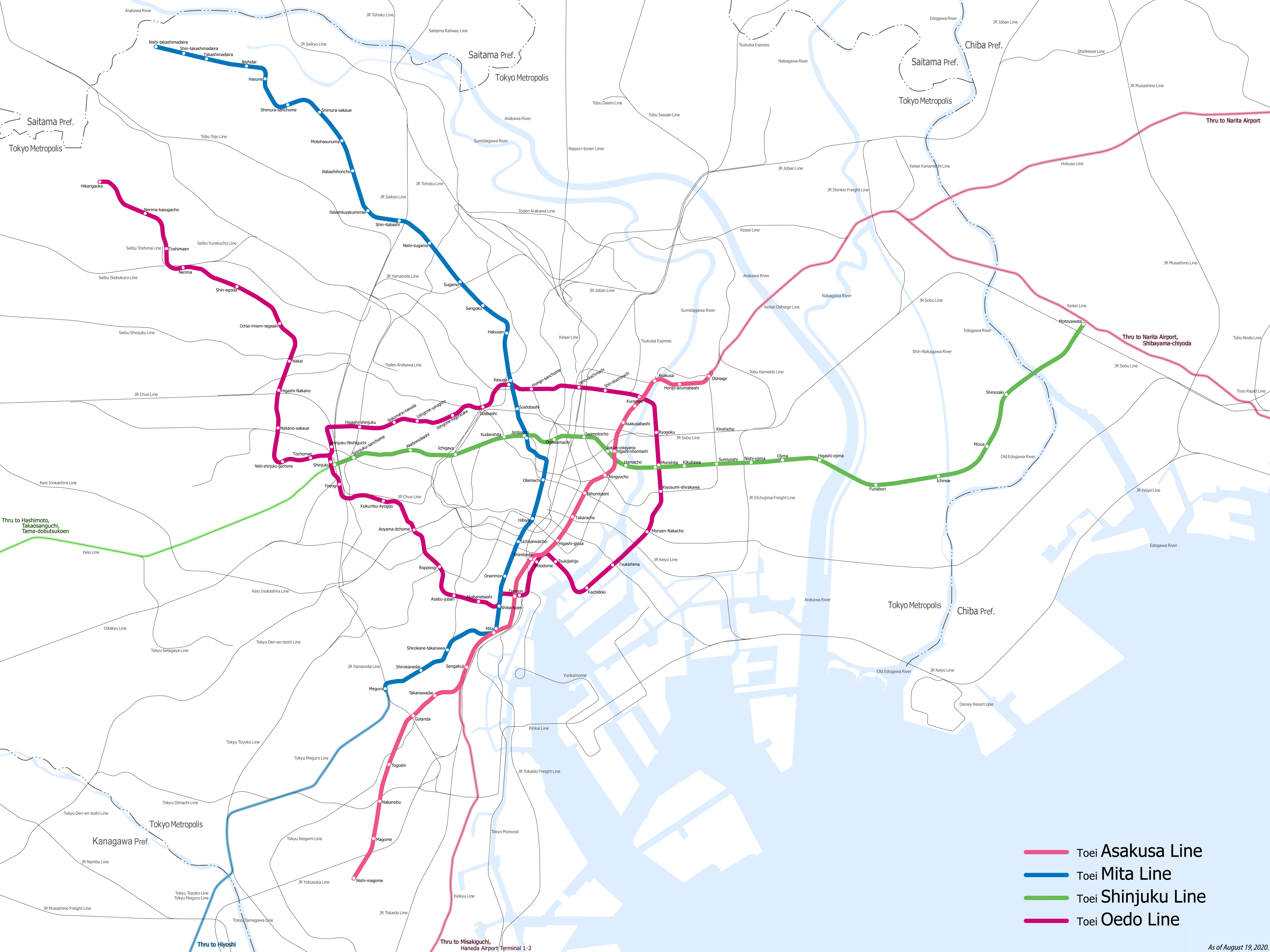
Het metronetwerk van Toei

De Toei Metro (都営地下鉄, Toei chikatetsu) is een van de twee metrosystemen in Tokio die samen de Metro van Tokio vormen. Het andere is de Tokyo Metro.
De metrolijnen van de Toei Metro worden uitgebaat door de Stedelijke Verkeersafdeling van de prefectuur Tokio (東京都交通局, Tōkyō-to kōtsū-kyoku). Deze baat ook de meeste buslijnen en de enige tramlijn uit. De Toei Metro werd in 1960 door de prefectuur Tokio opgericht. De Toei Metro vervoert dagelijks 2 miljoen passagiers op 4 lijnen. Ze heeft een netwerk van 109 km met 106 stations.

## Lijnen
|   | Naam                   | Lijn                        | Station | Afstand | Spoorwijdte | Aansluitingen                                  | Opmerkingen            |
| - | ---------------------- | --------------------------- | ------- | ------- | ----------- | ---------------------------------------------- | ---------------------- |
| A | Asakusa-lijn (浅草線)  | Nishi-Magome–Oshiage        | 20      | 18,3 km | 1.435 mm    | Keisei-Oshiage-lijn / Hokuso-lijn, Keikyu-lijn |                        |
| I | Mita-lijn (三田線)     | Nishi-takashimadaira–Meguro | 24      | 26,8 km | 1.067 mm    | Tōkyū-Meguro-lijn                              |                        |
| S | Shinjuku-lijn (新宿線) | Shinjuku–Motoyawata         | 21      | 23,5 km | 1.372 mm    | Keiō-lijn                                      |                        |
| E | Ōedo-lijn (大江戸線)   | Tochōmae–Hikarigaoka        | 36      | 40,7 km | 1.435 mm    |                                                | lineaire inductiemotor |